# Policía de Argelia
La Policía de Argelia (PNA) también llamada seguridad nacional (en árabe argelino: شرطة الجزائر) (en francés: Police algérienne), es la fuerza nacional de policía civil de Argelia. La policía nacional vigila las ciudades, pueblos y áreas urbanas de Argelia.

## Misión
La policía es parte del Ministerio del Interior y se encarga de mantener la ley y el orden, proteger la vida y la propiedad, investigar los delitos y detener a los delincuentes. También realiza otras funciones policiales como el control de tráfico.

## Organización

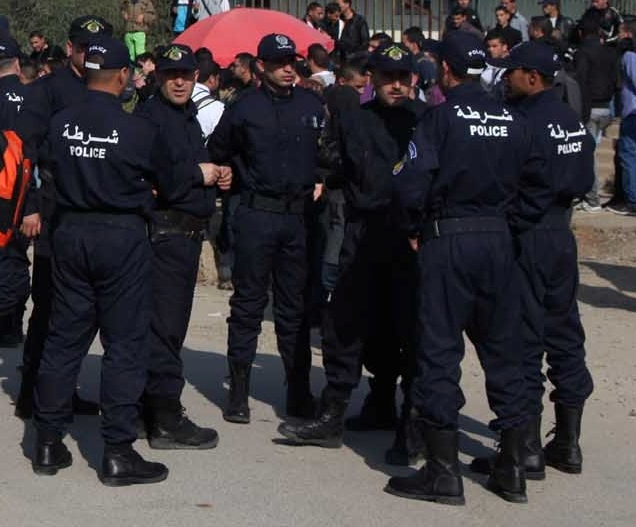
Oficiales de la Policía de Argelia.

En Argelia, la policía nacional está encabezada por la Dirección General de Seguridad Nacional (DGSN), un organismo bajo la supervisión del Ministerio del Interior.
La policía nacional es dirigida por un director general. En 2007 constaba de una fuerza de 130.000 agentes, incluidas las ramas operativas y de investigación especializadas y los servicios de apoyo.
La policía judicial es la responsable de llevar a cabo las investigaciones criminales, trabajando en estrecha coordinación con la oficina del fiscal público y el Ministerio de Justicia. Los policías que están asignados a las capitales de las provincias (wilayat), están bajo el control nominal de los gobernadores provinciales.

## Brigada de Investigación e Intervención
La Brigada de Investigación e Intervención (BII) (en árabe argelino: فرقة البحث والتدخل) es un grupo de intervención y una unidad de choque de la Policía de Argelia. La BII se creó en 2005.

## Unidades Republicanas de Seguridad
Las Unidades Republicanas de Seguridad (en árabe argelino: وحدات الأمن الجمهوري) son la fuerza antidisturbios de la policía, están equipadas con equipamiento antidisturbios moderno, aunque la policía nacional pudo hacer frente a los disturbios urbanos y a la violencia durante la década de 1980, hubo que llamar al ejército para sofocar los graves disturbios de finales de 1988.

## Grupo de Operaciones Especiales de la Policía
El GOSP es una unidad de operaciones especiales de la policía argelina, el Grupo de Operaciones Especiales de la Policía (en francés: Groupement des Opérations Spéciales de la Police), (en árabe argelino: مجموعة العمليات الخاصة للشرطة) es una unidad táctica policial de la Policía de Argelia creada el 22 de julio de 2016. La unidad participa en todo el territorio nacional argelino en la lucha contra todas las formas de delincuencia, crimen organizado, terrorismo y toma de rehenes. Los oficiales de policía del GOSP llevan a cabo misiones de protección y escolta. Bajo la autoridad directa del director general de la Policía de Argelia, el GOSP está llamado a intervenir en caso de hechos graves, que requieran el uso de técnicas y medios específicos para neutralizar a individuos peligrosos, mediante la negociación o la intervención. El GOSP es el equivalente argelino del RAID francés.

## Seguridad interna

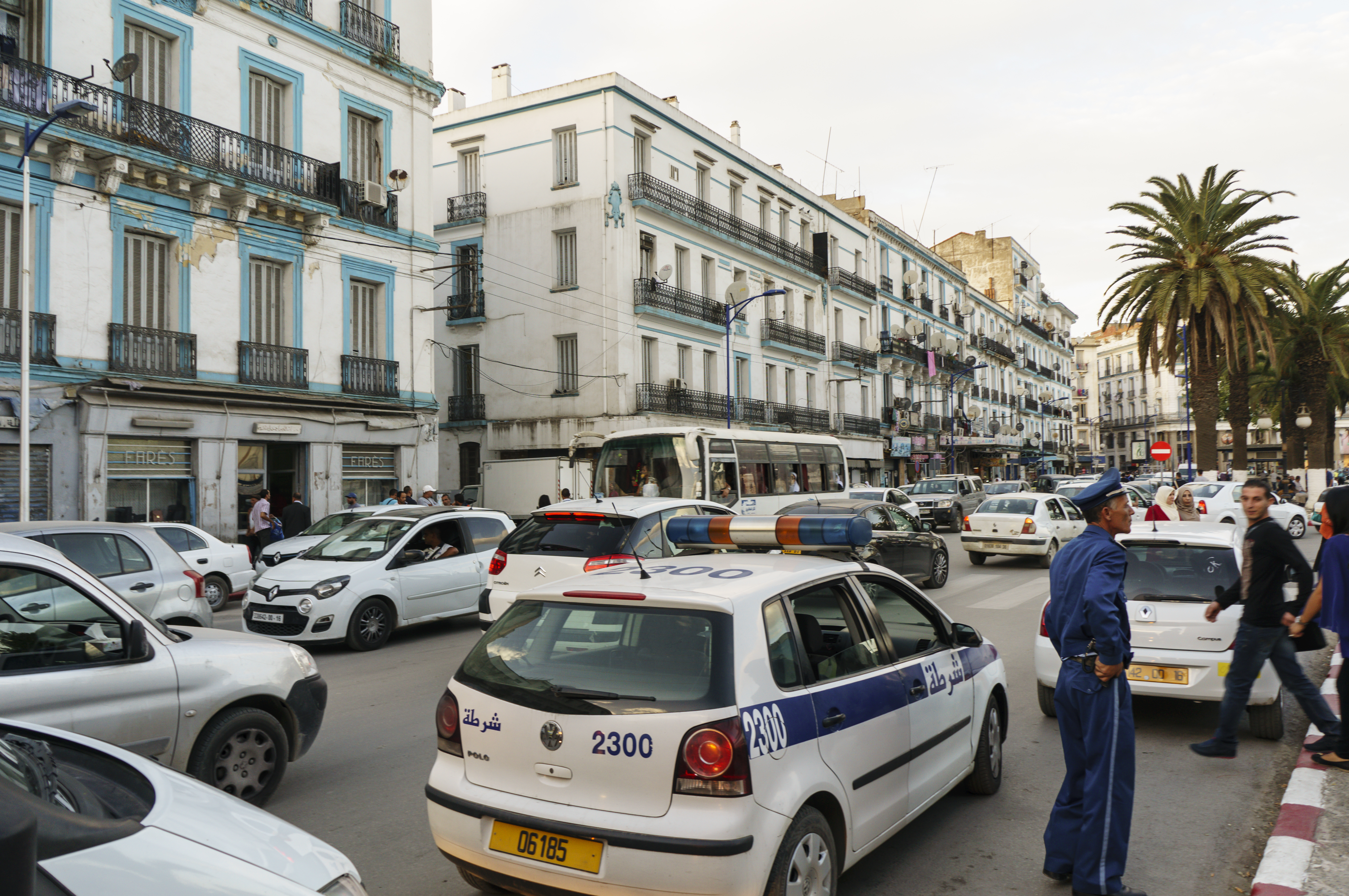
Policía Nacional de Argelia en Annaba.

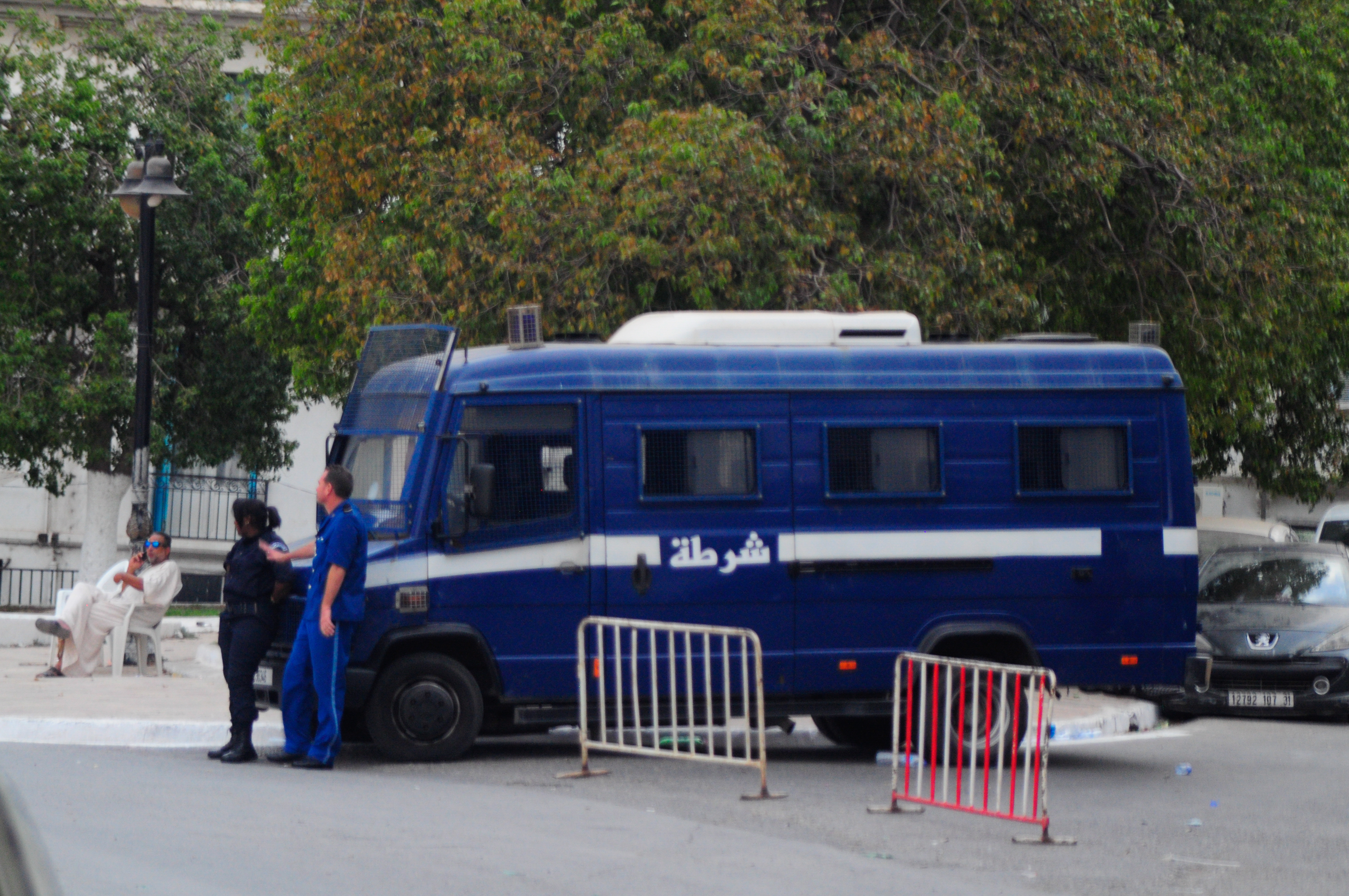
Vehículo de las unidades antidisturbios de la policía argelina.

Los agentes de la policía nacional, desempeñan un papel en la lucha contra las amenazas al gobierno que surgen de la subversión política. La seguridad nacional asigna contingentes policiales para trabajar con los inspectores de aduanas en los puntos de entrada al país, para controlar posibles actividades ilegales, sus principales preocupaciones son el control de la inmigración, el contrabando y el narcotráfico.

## Departamento de Inteligencia y Seguridad (DIS)
El Departamento de Inteligencia y Seguridad (DIS), fue un servicio de inteligencia del estado argelino, la DIS era una agencia de seguridad e inteligencia argelina, y fue una organización muy activa durante la Guerra Civil de Argelia, en la década de 1990.

## Armamento

### Pistolas ametralladoras
| Nombre                  | Imagen                  | Origen                  | Munición                | Fabricante              |
| Pistolas ametralladoras | Pistolas ametralladoras | Pistolas ametralladoras | Pistolas ametralladoras | Pistolas ametralladoras |
| ----------------------- | ----------------------- | ----------------------- | ----------------------- | ----------------------- |
| Glock 18                |                         | Austria                 | 9 × 19 mm Parabellum    | Glock                   |
| Beretta 93R             |                         | Italia                  | 9 × 19 mm Parabellum    | Beretta                 |

### Pistolas semiautomáticas
| Nombre                   | Imagen                   | Origen                         | Munición                 | Fabricante                                                              |
| Pistolas semiautomáticas | Pistolas semiautomáticas | Pistolas semiautomáticas       | Pistolas semiautomáticas | Pistolas semiautomáticas                                                |
| ------------------------ | ------------------------ | ------------------------------ | ------------------------ | ----------------------------------------------------------------------- |
| Tokarev TT-33            |                          | Unión Soviética                | 7,62 × 25 mm Tokarev     | Planta de armas de Tula                                                 |
| Makarov PM               |                          | Argelia Unión Soviética        | 9 × 18 mm Makarov        | Corporación KalashnikovEmpresa de Construcciones Mecánicas de Khenchela |
| Glock 17                 |                          | Austria                        | 9 × 19 mm Parabellum     | Glock                                                                   |
| Beretta 92               |                          | Italia                         | 9 × 19 mm Parabellum     | Beretta                                                                 |
| Pistola caracal          |                          | Argelia Emiratos Árabes Unidos | 9 × 19 mm Parabellum     | Caracal InternationalEmpresa de Construcciones Mecánicas de Khenchela   |
| Smith & Wesson M&P9      |                          | Estados Unidos                 | 9 x 19 mm Parabellum     | Smith & Wesson                                                          |
| Smith & Wesson M&P40     |                          | Estados Unidos                 | .40 S&W                  | Smith & Wesson                                                          |

### Subfusiles
| Nombre             | Imagen     | Origen     | Munición             | Fabricante     |
| Subfusiles         | Subfusiles | Subfusiles | Subfusiles           | Subfusiles     |
| ------------------ | ---------- | ---------- | -------------------- | -------------- |
| Beretta M12        |            | Italia     | 9 × 19 mm Parabellum | Beretta        |
| HK MP5             |            | Alemania   | 9 × 19 mm Parabellum | Heckler & Koch |
| HK MP5SD           |            | Alemania   | 9 × 19 mm Parabellum | Heckler & Koch |
| HK MP5K            |            | Alemania   | 9 x 19 mm Parabellum | Heckler & Koch |
| Heckler & Koch MP7 |            | Alemania   | HK 4,6 × 30 mm       | Heckler & Koch |

### Fusiles de asalto
| Nombre             | Imagen            | Origen                  | Munición          | Fabricante                                                              |
| Fusiles de asalto  | Fusiles de asalto | Fusiles de asalto       | Fusiles de asalto | Fusiles de asalto                                                       |
| ------------------ | ----------------- | ----------------------- | ----------------- | ----------------------------------------------------------------------- |
| AK-47              |                   | Unión Soviética         | 7,62 × 39 mm      | Corporación Kalashnikov                                                 |
| AKM                |                   | Argelia Unión Soviética | 7,62 × 39 mm      | Corporación KalashnikovEmpresa de Construcciones Mecánicas de Khenchela |
| Steyr AUG          |                   | Austria                 | 5,56 × 45 mm OTAN | Steyr Arms                                                              |
| Heckler & Koch G36 |                   | Alemania                | 7,62 × 51 mm OTAN | Heckler & Koch                                                          |
| Beretta ARX-160    |                   | Italia                  | 5.56 × 45 mm OTAN | Beretta                                                                 |
| Tipo 56            |                   | China                   | 7.62 × 39 mm      | Norinco                                                                 |
| Tipo 81            |                   | China                   | 7,62 × 39 mm      | Norinco                                                                 |

### Fusiles de francotirador
| Nombre                   | Imagen                   | Origen                   | Munición                 | Fabricante                                                              |
| Fusiles de francotirador | Fusiles de francotirador | Fusiles de francotirador | Fusiles de francotirador | Fusiles de francotirador                                                |
| ------------------------ | ------------------------ | ------------------------ | ------------------------ | ----------------------------------------------------------------------- |
| Sako TRG-22              |                          | Finlandia                | .308 Winchester          | SAKO                                                                    |
| Sako TRG-42              |                          | Finlandia                | .300 Winchester Magnum   | SAKO                                                                    |
| Remington MSR            |                          | Estados Unidos           | .338 Lapua Magnum        | Remington Arms                                                          |
| Zastava M93 Black Arrow  |                          | Serbia                   | 12,7 × 108 mm            | Zastava Arms                                                            |
| Dragunov SVD             |                          | ArgeliaUnión Soviética   | 7.62×54mmR               | Corporación KalashnikovEmpresa de Construcciones Mecánicas de Khenchela |

### Escopetas
| Nombre         | Imagen    | Origen         | Munición   | Fabricante                                              |
| Escopetas      | Escopetas | Escopetas      | Escopetas  | Escopetas                                               |
| -------------- | --------- | -------------- | ---------- | ------------------------------------------------------- |
| Beretta RS-202 |           | Argelia Italia | Calibre 12 | BerettaEmpresa de Construcciones Mecánicas de Khenchela |

### Ametralladoras
| Nombre | Imagen | Origen          | Tipo                 | Munición     |
| ------ | ------ | --------------- | -------------------- | ------------ |
| RPD    |        | Unión Soviética | Ametralladora ligera | 7,62 × 39 mm |
| RPK    |        | Unión Soviética | Ametralladora ligera | 7,62 × 39 mm |

### Lanzagranadas acoplado
| Nombre                 | Imagen                 | Origen                  | Munición               | Fabricante                                                                   |
| Lanzagranadas acoplado | Lanzagranadas acoplado | Lanzagranadas acoplado  | Lanzagranadas acoplado | Lanzagranadas acoplado                                                       |
| ---------------------- | ---------------------- | ----------------------- | ---------------------- | ---------------------------------------------------------------------------- |
| GP-25                  |                        | Argelia Unión Soviética | Granada de 40 mm       | Empresa de Construcciones Mecánicas de KhenchelaKBP Instrument Design Bureau |

### Armas eléctricas
| Nombre                 | Imagen                 | Origen                 | Tipo                   |
| Armas de electrochoque | Armas de electrochoque | Armas de electrochoque | Armas de electrochoque |
| ---------------------- | ---------------------- | ---------------------- | ---------------------- |
| X-26                   |                        | Estados Unidos         | Taser                  |

## Equipamiento

### Cascos
| Nombre        | Imagen | Origen         | Tipo             |
| Cascos        | Cascos | Cascos         | Cascos           |
| ------------- | ------ | -------------- | ---------------- |
| Casco SPECTRA |        | Francia        | Casco de combate |
| Casco MICH    |        | Estados Unidos | Casco de combate |

## Vehículos

### Motocicletas
| Nombre      | Imagen | Origen   | Fabricante |
| ----------- | ------ | -------- | ---------- |
| BMW K1100LT |        | Alemania | BMW        |
| BMW R1100RT |        | Alemania | BMW        |
| BMW R1200RT |        | Alemania | BMW        |
| BMW K1600GT |        | Alemania | BMW        |

### Automóviles
| Nombre                    | Imagen | Origen          | Tipo                          | Fabricante            |
| ------------------------- | ------ | --------------- | ----------------------------- | --------------------- |
| Toyota Corolla            |        | Japón           | Automóvil de turismo          | Toyota                |
| Subaru Impreza            |        | Japón           | Automóvil de turismo          | Subaru                |
| Hyundai i30               |        | Corea del Sur   | Automóvil de turismo          | Hyundai Motor Company |
| Peugeot 307               |        | Francia         | Automóvil de turismo          | Peugeot               |
| Ford Focus                |        | Estados Unidos  | Automóvil de turismo          | Ford Motor Company    |
| Škoda Rapid               |        | República Checa | Automóvil de turismo          | Škoda                 |
| Škoda Fabia               |        | República Checa | Automóvil de turismo          | Škoda                 |
| Škoda Octavia             |        | República Checa | Automóvil de turismo          | Škoda                 |
| Volkswagen Polo IV        |        | Alemania        | Automóvil de turismo          | Volkswagen            |
| Volkswagen Polo V         |        | Alemania        | Automóvil de turismo          | Volkswagen            |
| Volkswagen Golf V         |        | Alemania        | Automóvil de turismo          | Volkswagen            |
| Volkswagen Jetta          |        | Alemania        | Automóvil de turismo          | Volkswagen            |
| Volkswagen Passat         |        | Alemania        | Automóvil de turismo          | Volkswagen            |
| Tata Safari               |        | India           | Vehículo utilitario deportivo | Tata Motors           |
| Toyota RAV4               |        | Japón           | Vehículo utilitario deportivo | Toyota                |
| Toyota Land Cruiser       |        | Japón           | Vehículo utilitario deportivo | Toyota                |
| Toyota Land Cruiser Prado |        | Japón           | Vehículo utilitario deportivo | Toyota                |
| Nissan Patrol             |        | Japón           | Vehículo todoterreno          | Nissan                |
| Mercedes-Benz Clase G     |        | Alemania        | Vehículo todoterreno          | Mercedes-Benz         |
| Hyundai Santa Fe          |        | Corea del Sur   | Vehículo todoterreno          | Hyundai Motor Company |
| Kia Sorento               |        | Corea del Sur   | Vehículo todoterreno          | Kia Motors            |
| Ford F-150                |        | Estados Unidos  | Camioneta                     | Ford Motor Company    |
| Iveco Daily               |        | Italia          | Furgoneta                     | Iveco                 |
| Mercedes-Benz Vito        |        | Alemania        | Furgoneta                     | Mercedes-Benz         |
| Mercedes-Benz Sprinter    |        | Alemania        | Furgoneta                     | Mercedes-Benz         |
| Volkswagen Caddy          |        | Alemania        | Furgoneta                     | Volkswagen            |
| Volkswagen Crafter        |        | Alemania        | Furgoneta                     | Volkswagen            |
| Volkswagen Transporter    |        | Alemania        | Furgoneta                     | Volkswagen            |
| Citroën Berlingo          |        | Francia         | Furgoneta                     | Citroën               |

### Blindados
| Nombre     | Imagen | Origen                 | Tipo                                |
| ---------- | ------ | ---------------------- | ----------------------------------- |
| Fahd 200   |        | Egipto                 | Transporte blindado de personal     |
| BCL-M5     |        | Argelia                | Transporte blindado de personal     |
| Panhard M3 |        | Francia                | Transporte blindado de personal     |
| NIMR ISV   |        | Emiratos Árabes Unidos | Vehículo de movilidad de infantería |

### Helicópteros
| Nombre                        | Imagen | Origen  | Fabricante         |
| ----------------------------- | ------ | ------- | ------------------ |
| AgustaWestland AW109          |        | Italia  | AgustaWestland     |
| Eurocopter AS350 Ecureuil     |        | Francia | Airbus Helicopters |
| Eurocopter AS355 Ecureuil 2   |        | Francia | Airbus Helicopters |
| Aérospatiale AS550/555 Fennec |        | Francia | Airbus Helicopters |